# Миллер, Ингер
Ингер Миллер (род. 12 июня 1972, Лос-Анджелес, Калифорния, США) — американская легкоатлетка, спринтер, чемпионка Олимпийских игр 1996 года в Атланте в эстафете 4×100 метров, двукратная чемпионка и серебряная медалистка чемпионатов мира. Дочь призёра олимпийских игр из Ямайки Леннокса Миллера.

## Биография
Училась в средней школе Джона Муира в Пасадине, шт. Калифорния, затем в Университете Южной Калифорнии. В 1990 году была принцессой «Фестиваля роз». В начале спортивной карьеры выступала за команду Hudson Smith International.
В 1999 году завоевала бронзовую медаль в беге на 60 метров на чемпионате мира в помещении, однако была лишена награды из-за положительного результата теста на кофеин. Ей было объявлено публичное предупреждение.
Вместе с Джилом Хокингом (Jill Hawkins) основала компанию Miller-Hawkins Productions по координации деятельности с головным офисом в Алтадине.